# Yaté
Yaté est une commune française de Nouvelle-Calédonie située au sud de l'île, à 80 km de Nouméa, petite par la population, mais grande par la superficie (15e commune la plus vaste de France). Le territoire de la commune de Yaté, qui comprend aussi Goro, se caractérise par la beauté sauvage et souvent rouge (en raison des latérites) de ses paysages, par sa richesse écologique, protégée au sein de nombreuses réserves et d'un parc provincial, par l'abondance de rivières et de retenues d'eau malgré une apparente aridité. C'est le paradis de la randonnée pédestre et de l'excursion en véhicule tout-terrain. Le village même de Yaté est un  petit village traditionnel à l'abri de la baie de Waho, sur le littoral oriental.
La commune fait partie de l'aire coutumière Djubéa-Kaponé.

## Géographie
Le Massif de Kouakoué constitue le point culminant de la commune avec une hauteur maximale de 1 501 mètres. Avec ses 1 338,4 km2 (soit légèrement plus que la superficie du Val-d'Oise et un peu moins de celle de la Guadeloupe), elle est la plus vaste commune de Nouvelle-Calédonie, et la 15e de France. Elle est recouverte par des paysages dits de « maquis miniers » (végétation buissonnante sur le sol ferreux des plaines et collines). Le réseau hydrographique du Grand Sud est complexe et dense, offrant un système de nombreux cours d'eau, « creek » (synonyme de « ru »), lacs (dont un artificiel lié à la construction du barrage, le plus grand de Nouvelle-Calédonie), cascades et chutes.
Les communes limitrophes sont :
- côte est : Thio,
- côte est et ouest : Mont-Dore,
- côte ouest : Dumbéa, Païta.

## Histoire

### Le premier contact avec les Européens
En 1774, l'explorateur anglais James Cook aborde l'îlot Améré au large de la baie de Goro.

### Les débuts de la présence européenne et les guerres tribales (1774-1863)
Avant les débuts de la colonisation, le territoire est l'objet d'affrontements entre les Européens et les tribus de l'île des Pins. 
Toutes les tentatives d'évangélisation de la région de Yaté échouent :
- missions protestantes, en 1841,
- En 1845, le teacher tongien Ta'unga[1],[2] est évacué de Touaourou (où il est arrivé en juillet 1842), par le Camden, sur l'île de Maré,
- missions catholiques : en 1849, la mission de Pouébo et Balade se replie sur l'île des Pins, tente Yaté (28 septembre), Ouvéa (Halgan), puis Hienghène, et finalement choisit Yaté, pour y « aller fonder une réduction composée de tous les chrétiens de l'île; vingt-trois néophytes l'accompagnent » (Verguet, p. 272), le 28 novembre. La population locale apprécie modérément, les plantations sont ravagées. Le site est définitivement abandonné le 2 janvier 1850. Puis en septembre 1860, nouvelle tentative d'évangélisation selon le témoignage du Père Poupinel dans une lettre du 30 avril 1861 : "il y a dix-huit mois on y a placé des catéchistes indigènes qui apprennent aux habitants les prières, les cantiques et les premiers éléments de la foi[3]." En octobre-novembre 1860, une épidémie entraîne une hécatombe sur toute la côte est et à l'île des Pins, la région de Yaté n'est pas épargnée, ce qui provoque peut-être le massacre d'un catéchiste, tenu pour responsable. Il n'y a pas de missionnaire à demeure. Yaté est l'objet de visites périodiques de la part du Père Goujon qui se déplace de l'île des Pins, et de celle du Père Chapuy qui réside de façon permanente à l'île Ouen[4].

Il semble que Damé ou Daamé, jeune chef de guerre originaire d'une tribu établie dans les environs de l'actuelle réserve de Saint-Louis, aspire à l'indépendance de son clan. Il se révolte contre l'autorité du grand chef Kuindo qui étendait son influence du Mont-Dore jusqu'à la baie de Saint-Vincent. Vaincu, il se réfugie à Touaourou et à Yaté où il semble bien accueilli. Il se serait ensuite débarrassé de ses hôtes, les Yatés et les Unias (ou Doggis) avec l'aide des gens de Goro, de Touaourou et de l'île Ouen. Enfin, il maintient soigneusement son alliance avec les Kouniés de l'île des Pins ; lorsque ces derniers viennent effectuer quelque razzia sur le littoral, il est mystérieusement averti et se tient tranquille dans les montagnes, à l'abri, sans intervention
.

### La société agricole de Yaté (1864-1870)
La Société Agricole de Yaté a été voulue, préparée et créée par le gouverneur Charles Guillain (1808-1875). Alors que la frégate La Sibylle, au bord de laquelle se trouve la majeure partie de ses futurs sociétaires, recrutés par le gouvernement par annonces publiées dans les journaux, n'arrivera en Nouvelle-Calédonie que le 3 novembre 1863, par un arrêté de dépossession en date du 14 mai 1863, le gouverneur confisque les terres de Yaté, au prétexte que six membres de sa tribu, réquisitionnés pour effectuer des travaux à Port-de-France, ont déserté leur chantier. Ces terres avaient été explorées en janvier 1863 à sa demande par le lieutenant de vaisseau Léon Chambeyron (1827-1891).
Les terres de Yaté sont ainsi décrites dans le Moniteur de la Nouvelle-Calédonie du 17 janvier 1864 : "Le territoire de Yaté, situé sur la côte Sud-Est au pied de la montagne de Coronation et récemment confisqué à la tribu récalcitrante qui l'habitait, territoire fertile, bien arrosé, abrité du vent du large par une zone forestière au-dessus de laquelle surgissent d'élégants et surtout de nombreux cocotiers, a été fixé pour l'établissement de la Société. On sait que la plaine de Yaté a 1 800 mètres de profondeur sur 27 km d'étendue."
Contrairement à ce qui se pratique alors, le gouverneur, s'inspirant de la doctrine de Saint-Simon (1760-1825), décide non pas l'attribution de concessions individuelles, mais la création d'une société avec mise en commun des moyens de production et partage des bénéfices, d'où l'appellation de « phalanstère » par ses détracteurs, pas vraiment fouriériste.
La société est créée par arrêté du gouverneur en date du 8 janvier 1864, il lui est concédé 300 hectares. Elle est constituée de vingt personnes : Narcisse-Anténor Leloup, nommé directeur, et son épouse, Aubert et son épouse, Lucien Ozoux, Félix Anquetin,  Alphonse Victor Bauquet, François George, Albert Ozoux, Charles Leny, Alphonse Percheron, Jacques-Marie Joncourt, Marc Le Luherne, Henri Bauchereau, Guillaume Le Gac, Yves Riou, Isidore Bruneau, Alexandre Hébert, Joseph Doué et Théodore Doué. Et, en mars 1864, trois nouveaux associés : Barnabé Canal, Louis-Frédéric Chevallier et Philippe Duffaut.
Les colons arrivent à Yaté le 15 janvier 1864. Le 24 janvier 1864, en faisant brûler des herbes, il est mis feu accidentellement à la case dans laquelle se trouvaient les approvisionnements, les semences et les outils.
En juin 1864, le directeur indique qu'ils ont réussi à faire une route d'un kilomètre avec un pont pour voitures, un four, une forge, dix cases de 10 à 14 mètres de long, le défrichement et l'ensemencement de six hectares, soit 5 hectares en maïs, 75 ares en avoine et 25 ares en pommes de terre, un parc avec abris pour les bœufs et vaches, un parc avec abris pour les cochons, plus de deux kilomètres de fossés pour les eaux de pluie.
En octobre 1864, le directeur indique qu'ils ne sont plus qu'une dizaine de travailleurs, "les autres se sont lassés de cette vie de privations et de monotonie. Le travail de la terre ne leur allait plus ; tous étaient des ouvriers des villes, habitués aux bien-être et aux distractions."
Le 9 février 1865, le Conseil d'administration de la Nouvelle-Calédonie constate les premiers échecs de la colonie : "Un incendie qui a dévoré des vivres et du matériel pour une somme de 3 000 francs, des semences brûlées par une terre trop forte et qui n'avait subi qu'un seul labour, les ravages causés par les rats, l'ignorance des associés des méthodes de culture, enfin leur apprentissage d'un métier inconnu à tous, ont conduit la société à ne pouvoir réaliser après un an de prise de possession que cinq à six cents francs de maïs" et décide de lui verser une avance de 1 200 francs.
Le 4 mars 1865, un ouragan ravage la colonie, ainsi qu'en témoigne son directeur : "de minuit à 4 heures, six cases furent renversées... A chaque instant, nous nous attendions à voir notre habitation emportée, et à nous trouver avec nos enfants sans abri au milieu de cette convulsion de la nature. Enfin le matin ramena un peu de tranquillité parmi nous ; la tempête continua encore plus de 24 heures, mais sans autant de furie, et nous pûmes contempler cette scène de désolation. De nos quatorze constructions, il n'en restait que trois sans avaries, toutes les autres étaient ou complètement rasées ou tellement endommagées que nous dûmes les jeter à terre. Mais le plus désolant fut l'aspect de nos jardins et de nos cultures ; quatre hectares de maïs prêt à récolter étaient brûlés comme si le feu y eût passé. La moitié de nos bananiers étaient par terre ; une vingtaine de cocotiers gisaient sur le sol."
En novembre 1865, le directeur se plaint "d'un oubli complet de notre petite société par M. le Gouverneur, si bien que pendant ces trois mois, n'ayant reçu la visite d'aucun caboteur, nous nous sommes trouvés sans farine et sans pain", et est contraint de mettre sa femme et ses enfants à l'abri à Port-de-France après plusieurs massacres de colon et marins (Taillard, l'équipage du caboteur La-Reine-des-Iles et celui du cotre Le Secret) par des kanaks. 
En décembre 1865, un deuxième gendarme est envoyé seconder à Yaté le gendarme Venturini (lequel sera tué par des kanaks en 1866).
En avril 1866, le juge de paix Lemendec se rend à Yaté pour y étudier la situation des colons. Dans les semaines qui suivent, de nouveaux colons rejoignent Yaté : Lecren (et ses trois filles) et Delhumeau.
En 1867, le directeur Narcisse-Anténor Leloup assigne en justice l'administration coloniale dont le conseil d'administration avait décidé de "confier" le cheptel bovin de la société à un ancien sociétaire nommé Salmon parce que celui-ci divaguait et occasionnait des dégâts dans les cultures d'autres colons. Après transaction, le cheptel est rendu à la société, mais il devra être parqué.
Le 27 octobre 1870, les derniers associés encore en place (Varangé, Delhumeau, Cattet, Chaplet et les héritiers Leloup) demandent à l'administration la liquidation de la société. La dette de la société auprès de l'administration coloniale s'élève 22 896 francs, celle-ci ne pouvant être réglée, l'administration décide de leur en faire la remise mais récupère le troupeau de 46 bovins pour le vendre aux enchères.

### 1870-1920
- Grande révolte kanak de 1878
- Révolte kanak de 1917

### 1920-1970
Après un premier barrage (1925) vite jugé insuffisant, le barrage actuel et la centrale électrique sont implantés en 1956-1959, ainsi que la fonderie de nickel (aujourd'hui abandonnée).

## Administration
Depuis 2020, le maire de la commune est Victor Gouetcha, élu à la tête d'une liste sans étiquette mais soutenue par le parti non-indépendantiste Calédonie ensemble qui y a placé certaines de ses personnalités (surtout Eliane et Robert Attiti respectivement en deuxième et neuvième position, ou François-Xavier Koroma en cinquième place). Pour autant, Yaté est l'une des rares communes de la Province Sud à être un bastion indépendantiste.  
| Période                                  | Période  | Identité             | Étiquette                         | Qualité |
| ---------------------------------------- | -------- | -------------------- | --------------------------------- | ------- |
| 1961                                     | 1963     | Raymond de Laubarède |                                   |         |
| 1963                                     | 1971     | Emmanuel Thia        |                                   |         |
| 1971                                     | 1977     | Élysée Gouetcha      |                                   |         |
| 1977                                     | 1985     | Vincent Kourevi      | FULK puis FI-FULK puis FLNKS-FULK |         |
| 1985                                     | 1990     | Clément Vendégou     | FLNKS-UC                          |         |
| 1990                                     | 1995     | Raphaël Mapou        | FLNKS-Palika                      |         |
| 1995                                     | 2001     | Hubert Newedou       | FLNKS-UC                          |         |
| 2001                                     | 2008     | Adolphe Digoué       | FLNKS-UNI-Palika                  |         |
| 2008                                     | 2014     | Étienne Ouetcho      | Comité Rhéébù Nùù                 |         |
| 2014                                     | 2020     | Adolphe Digoué       | FLNKS-UNI-Palika                  |         |
| 2020                                     | En cours | Victor Gouetcha      | SE app. CE                        |         |
| Les données manquantes sont à compléter. |          |                      |                                   |         |

## Démographie
L'évolution du nombre d'habitants est connue à travers les recensements de la population effectués dans la commune depuis 1956. À partir de 2006, les populations légales des communes sont publiées annuellement par l'Insee, mais la loi relative à la démocratie de proximité du 27 février 2002 a, dans ses articles consacrés au recensement de la population, instauré des recensements de la population tous les cinq ans en Nouvelle-Calédonie, en Polynésie française, à Mayotte et dans les îles Wallis-et-Futuna, ce qui n’était pas le cas auparavant. Ce recensement se fait en liaison avec l'Institut de la statistique et des études économiques (ISEE), institut de la statistique de la Nouvelle-Calédonie. Pour la commune, le premier recensement exhaustif entrant dans le cadre du nouveau dispositif a été réalisé en 2004, les précédents recensements ont eu lieu en 1996, 1989, 1983, 1976, 1969, 1963 et 1956.
En 2019, la commune comptait 1 667 habitants, en diminution de 4,58 % par rapport à 2014 (Nouvelle-Calédonie : +0,98 %).
| 1956  | 1963 | 1969  | 1976  | 1983  | 1989  | 1996  | 2004  | 2009  |
| ----- | ---- | ----- | ----- | ----- | ----- | ----- | ----- | ----- |
| 1 474 | 925  | 1 113 | 1 365 | 1 387 | 1 408 | 1 554 | 1 843 | 1 881 |

| 2014  | 2019  | - | - | - | - | - | - | - |
| ----- | ----- | - | - | - | - | - | - | - |
| 1 747 | 1 667 | - | - | - | - | - | - | - |

## Tribus
- Aire coutumière Djubéa-Kaponé
  - District Goro : Goro (203 résidents +50 résidant ailleurs), chef Charles Attiti,
  - District Touaourou : Touaourou (367̘+137), chef Albert Ouetcho, avec deux gîtes,
  - District Unia : Unia (650+265), chef Grégoire Tara,
  - Tribu indépendante : Waho (207+66).

## Personnalités

### XIXesiècle
- les missionnaires de 1842 à 1845 : Ta'Unga, Teura, Noa,
- Narcisse-Anténor Leloup (1823-1869). Auteur de "Pionnier de Nouvelle-Calédonie 1863-1867[17]" recueil des lettres adressées à son ami Ferdinand Jumeau lors de son séjour en Nouvelle-Calédonie où il meurt, à Nouméa, le 28 août 1869. Il est le directeur de la Société Agricole de Yaté, créée en 1864 par le gouverneur Charles Guillain.
- R.P. Tavernier, à Touaourou

### XXesiècle
- Pétro Attiti, un des premiers kanak bacheliers,
- Micheline Néporon, artiste[18],[19],

## Repères: lieux et monuments
- Église de la Nativité-de-Marie de Touaourou.

- ouest :
  - parc provincial de la Rivière Bleue, la Forêt noyée, réserves botaniques, parcours organisés de randonnées, navette,
  - rivière des Lacs, Sentier des Bois du Sud, La Madeleine, et ses chutes, 
    - ancienne mine Anna-Madeleine (1907-1944), des prénoms des deux filles de Metzdorf (Koné), 24.000 tonnes d'uvarovite, (chromite[20])
    - site de Netcha, site de VTT,

  - sentier de grande randonnée de la Transprovinciale Sud GR NC 1
  - lac de Yaté (artificiel, de barrage, le plus vaste de l'île avec 4 000 ha)
  - col de Yaté
- nord par la RM1 (route d'Unia, vers Thio) :
  - Yaté village, Juru Dréré, barrage de Yaté (1921-1925, puis 1956-1959), cascade, Réserve naturelle du barrage de Yaté,
  - rivière Yaté, pont Kû Uba, baie de Yaté (Newarû),
  - trois plages aménagées de Yaté à la presqu'île Kwé, Binyi,
  - côte : route d'Unia, Le Caillou, Xiaré, Wabéréré, Cap Pouareti (Kapurugu), 
    - Kwagmé, Wéngéré, lac Chékéké, Titi, Nué, Kavi, Murutô, Kwê Nêbuyê, Taru,
    - Mamié (Ne Toro), église,
    - vallée de la Mamié, St Michel, Okwûya, Petit Ounia, vallée de la Nedrowé (cascades),

  - côte sauvage sans piste vers Cap Tonnerre,
    - vallées : We Dra (Vercingétorix) Neba, Nedowe,
    - Poco Mie bay,
    - vallées : Pouriya, Poudiémia (Philomène),
    - rivière des Ouistitis,
    - vallée de la Ouinné, Ouinné (Village Montagnat, minier), wharf, rivière, mont Ouen (1 322 m), aérodrome privé, col du téléphone,
    - baie de Kouakoué (Kwâkwê), rivière Kouakoué, rivière Wa Kwâ, massif du Kouakoué (1 501 m), réserve de faune et de flore,
    - rivière Cebo, île Porc-Épic, îlots le Trois Cafards,
    - rivières : Wamwarâ, Wêdicé RéWaaco, Xwé Chéo, Nénumwa, Wâpwê, Ni, Népéré Pwé, Néa, Uu...

  - intérieur : mont Kwa Néba (768 m), Réserve naturelle de la Haute Pourina, Pic Mamié, Pic Wi Né Ba, Kwa Né Ba, Forêt Rolly...
  - baie du Massacre,
  - baie Ngo,
- sud :Le Cap N'Dua.

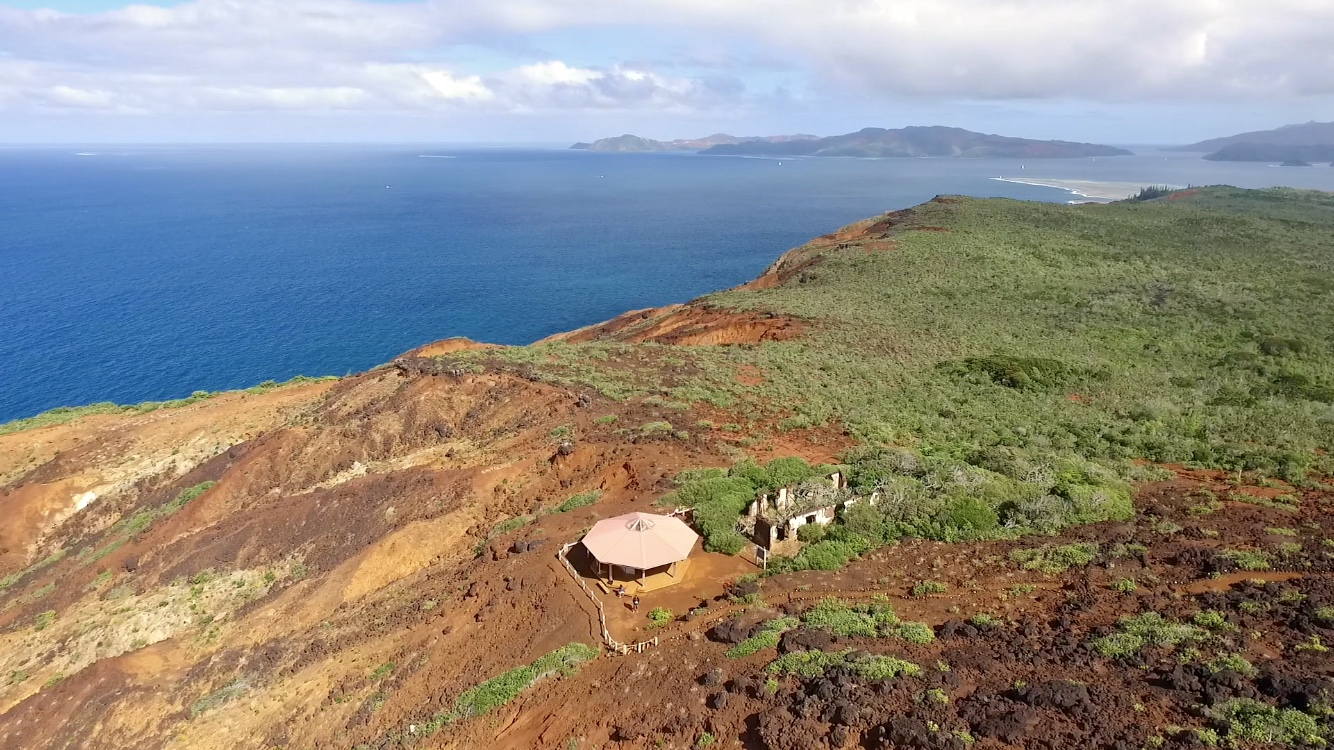
Le Cap N'Dua.

  - côte : Waho (Wao), val de la Mumé, Touaourou (Nyâté) et sa mission, Saint-Gabriel, Cap Karemângé, île Niè, Goro, île Neal, cap Reine Charlotte, 
    - Goro : cascade de Wadiana, ancienne mine des Japonais, nickel & cobalt,
    - Port-Boisé (dont le Kanua Tera Ecolodge),
    - nouvelle mine de Goro, Vale Inco Nouvelle-Calédonie

  - côte : vers Cap Ndoua, baie de Prony, Île Ouen...intérieur : rivière des Lacs, dont les chutes de la Madeleine, parc provincial de la Rivière Bleue, Les Bois du sud... et routes ou pistes vers Plum, Mont-Dore, Nouméa.

## Festivités
- La fête des Plantes
- La foire de Yaté
- La dégustation de l'igname
- Le Week-end des saveurs
- La fête de la mer